# مجلس عسكري
المجلس العسكري أو الطُّغْمَة العسكرية أو خونتا عسكرية[بحاجة لمصدر] (بالإنجليزية: military junta) هي الحكومة التي تقودها لجنة من القادة العسكريين. واستمدَّ المصطلح الإنجليزي من الكلمة الإسبانية (junta)[بحاجة لمصدر] والتي تعني لجنة أو اجتماع؛ وعلى وجه التحديد مجلس الإدارة.

## الأمثلة

### إفريقيا
- بوركينا فاسو – الحركة الوطنية لضمان الحماية والترميم (2022–الآن)
- الغابون – اللجنة الانتقالية لترميم المؤسسات (2023–الآن)
- غينيا – اللجنة الوطنية للمصالحة والتنمية (2021–الآن)
- مالي – الإدارة الانتقالية (2021–الآن)[1]
- النيجر – المجلس الوطني لضمان حماية الوطن (2023–الآن)
- السودان – مجلس السيادة الانتقالي (2021–الآن).[2][3]

### آسيا
- ميانمار – مجلس إدارة الدولة (2021–الآن)

### سابقة
| البلد                  | السنوات                                                       | الاسم / الرابط |
| ---------------------- | ------------------------------------------------------------- | --- |
| تايلاند                | 1932–1973 1976–1980 1991–1992 2006–2008 2014–إلى الوقت الحاضر | حكومات مختلطة يديرها الجيش بعد 6 أكتوبر 1976 ‏ مجلس حفظ الأمن الوطني مجلس الأمن الوطني مجلس السلام الوطني والحفاظ على النظام |
| نيجيريا                | 1966–1979 1983–1998                                           | المجالس العسكرية |
| اليونان                | 1967–1974                                                     | المجلس العسكري اليوناني |
| بيرو                   | 1968–1980                                                     | الحكومة العسكرية الدكتاتورية                                                                                                |
| البرازيل               | 1930 1969                                                     | المجلس العسكري المؤقت ‏ المجلس العسكري                                                                                       |
| الصومال                | 1969–1991                                                     | المجلس الثوري الأعلى |
| بوليفيا                | 1970–1971 1980–1982                                           | المجالس العسكرية |
| تشيلي                  | 1973–1990                                                     | حكومة المجلس العسكري ‏ |
| البرتغال               | 1974–1976                                                     | المجلس العسكري الوطني للإنقاذ                                                                                               |
| إثيوبيا                | 1974–1987                                                     | الدرك |
| الأرجنتين              | 1976–1983                                                     | عملية إعادة التنظيم الوطنية                                                                                                 |
| إلسالفادور             | 1979–1982                                                     | حكومة المجلس العسكري الثورية ‏                                                                                               |
| ليبيريا                | 1980–1986                                                     | مجلس الشعب الفدائي |
| بولندا                 | 1981–1983                                                     | المجلس العسكري للإنقاذ الوطني                                                                                               |
| ميانمار                | 1988–2011                                                     | مجلس الدولة للسلام والتنمية                                                                                                 |
| هايتي                  | 1991–1994                                                     | مجلس سيدراس العسكري ‏ |
| موريتانيا              | 2008–2009                                                     | مجلس عبد العزيز العسكري |
| مصر                    | 2011–2012                                                     | المجلس الأعلى للقوات المسلحة                                                                                                |
| جمهورية أفريقيا الوسطى | 2013–2014                                                     | نظام جوتوديا |
| مدغشقر                 | 2009–2014                                                     | السلطة الانتقالية العليا |

## مجالس عسكرية غير ناجحة
- المجلس العسكري للجزائر الفرنسية 1962.

## انظر أيًضا
- ستراتوقراطية
- ديكتاتورية عسكرية